# Tourterelle des bois
Streptopelia turtur
Espèce
Statut de conservation UICN

 VU A2bcd+3bcd+4bcd : Vulnérable

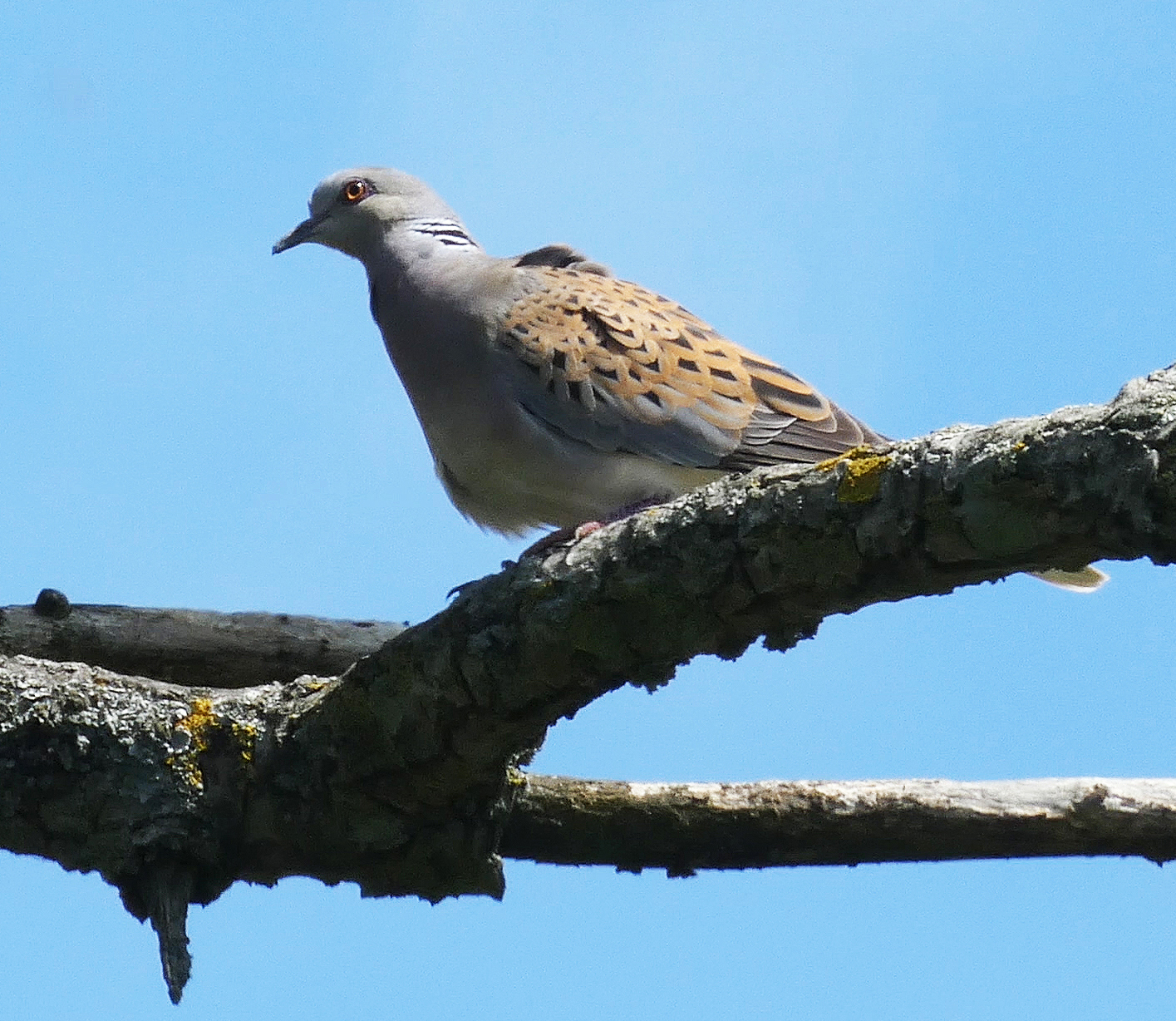
Au printemps, estuaire de la Loire.

La tourterelle des bois (Streptopelia turtur) est une espèce d'oiseaux de la famille des Columbidae et qui se reproduit dans le Paléarctique occidental, essentiellement dans les régions de basse altitude,. C'est le seul colombidé migrateur à longue distance d'Europe, et aussi l'une des espèces connaissant un déclin parmi les plus rapides en Europe.

## Caractéristiques
La tourterelle des bois est le columbidé le plus svelte et élancé d’Europe. Son manteau n'est pas uniforme comme chez la tourterelle turque mais écaillé apparaissant tacheté de noir. Le plumage du cou est marqué de chaque côté d'une tache blanche rayée de noir, la poitrine est délicatement rosée. Terminée par une barre blanche, la queue noire et bien soulignée en vol par la blancheur des sous-caudales.
Son vol est rapide, brusque au décollage et apparaît comme saccadé.

Cet oiseau mesure 25 à 28 cm de longueur pour une envergure de 49 à 55 cm et une masse généralement de 120 à 150 g (valeurs extrêmes de 85 et 208 g).

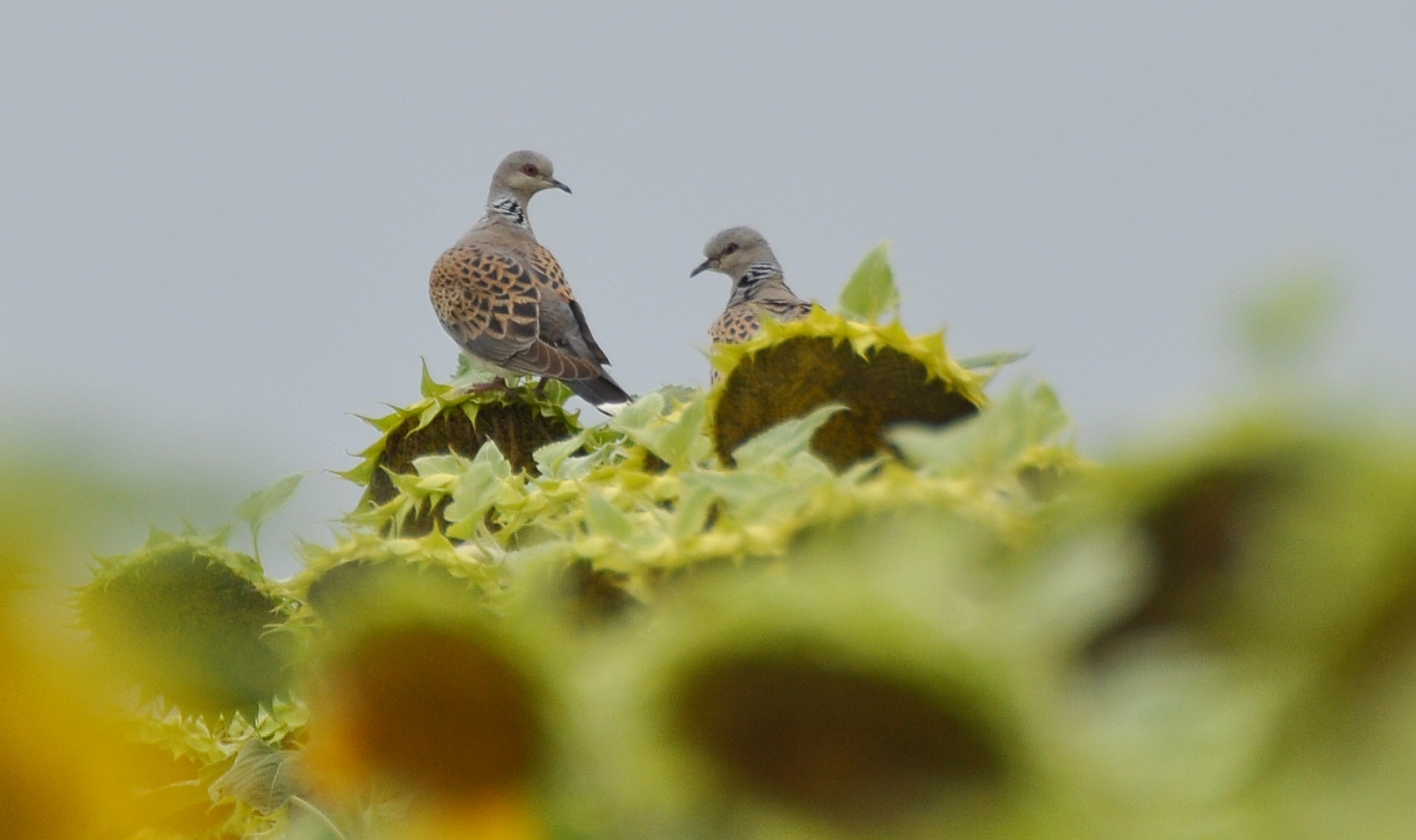
Tourterelle des bois en Vendée, sur des tournesols dont elles apprécient les graines.

## Écologie et comportement

### Chants
C’est le plus souvent par son chant que l’on repère la tourterelle des bois car elle reste volontiers confinée dans la végétation. Son roucoulement est doux, comme étouffé.

### Alimentation
La tourterelle des bois cherche sa nourriture à terre. Elle est composée essentiellement de petites graines (blé, orge, tournesol…) et principalement de plantes adventices ou satellites des cultures, mais également de graines de pin tombées au sol.

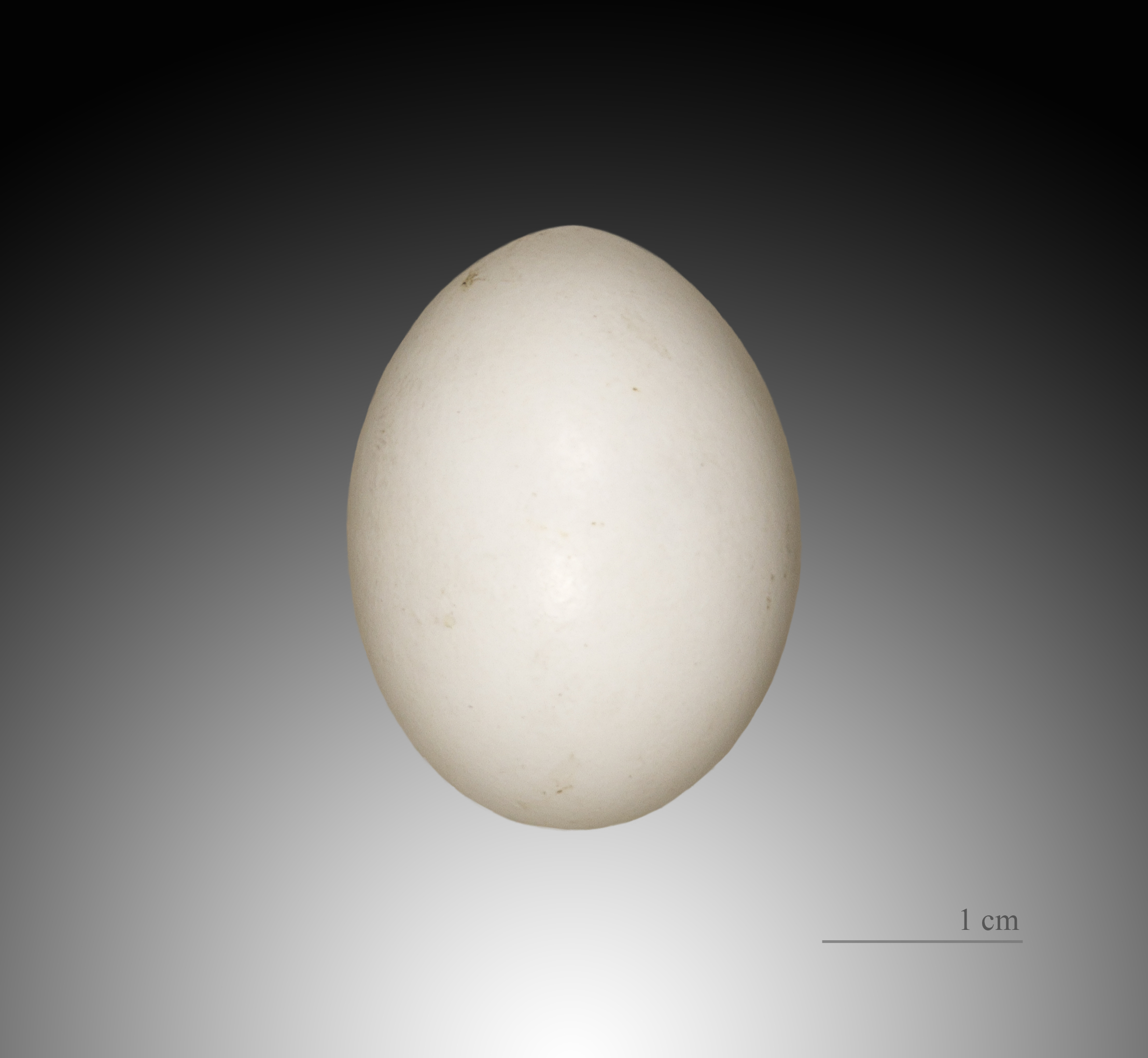
Streptopelia turtur turtur - Muséum de Toulouse.

### Nidification

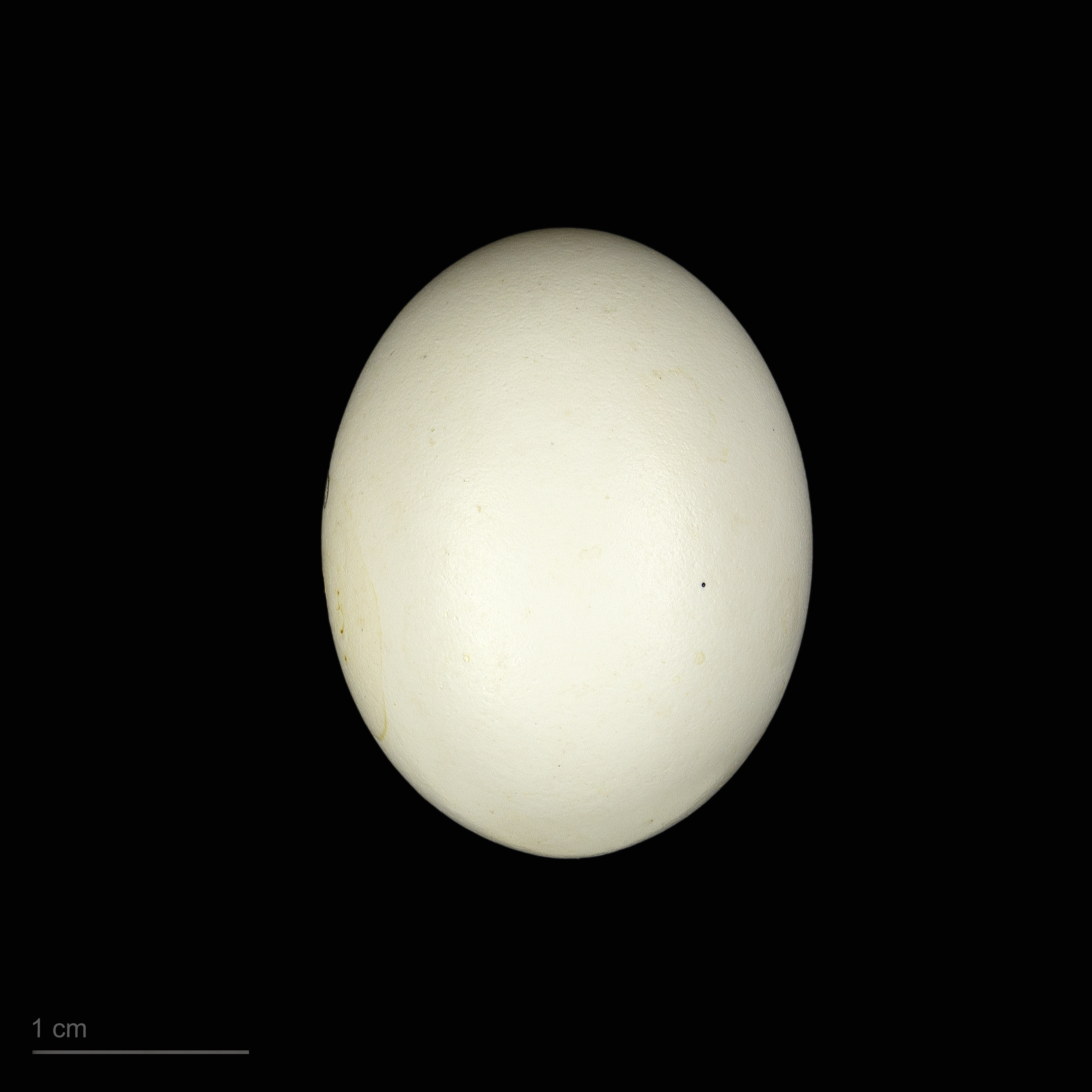
Oeuf de Streptopelia turtur arenicola - Muséum de Toulouse

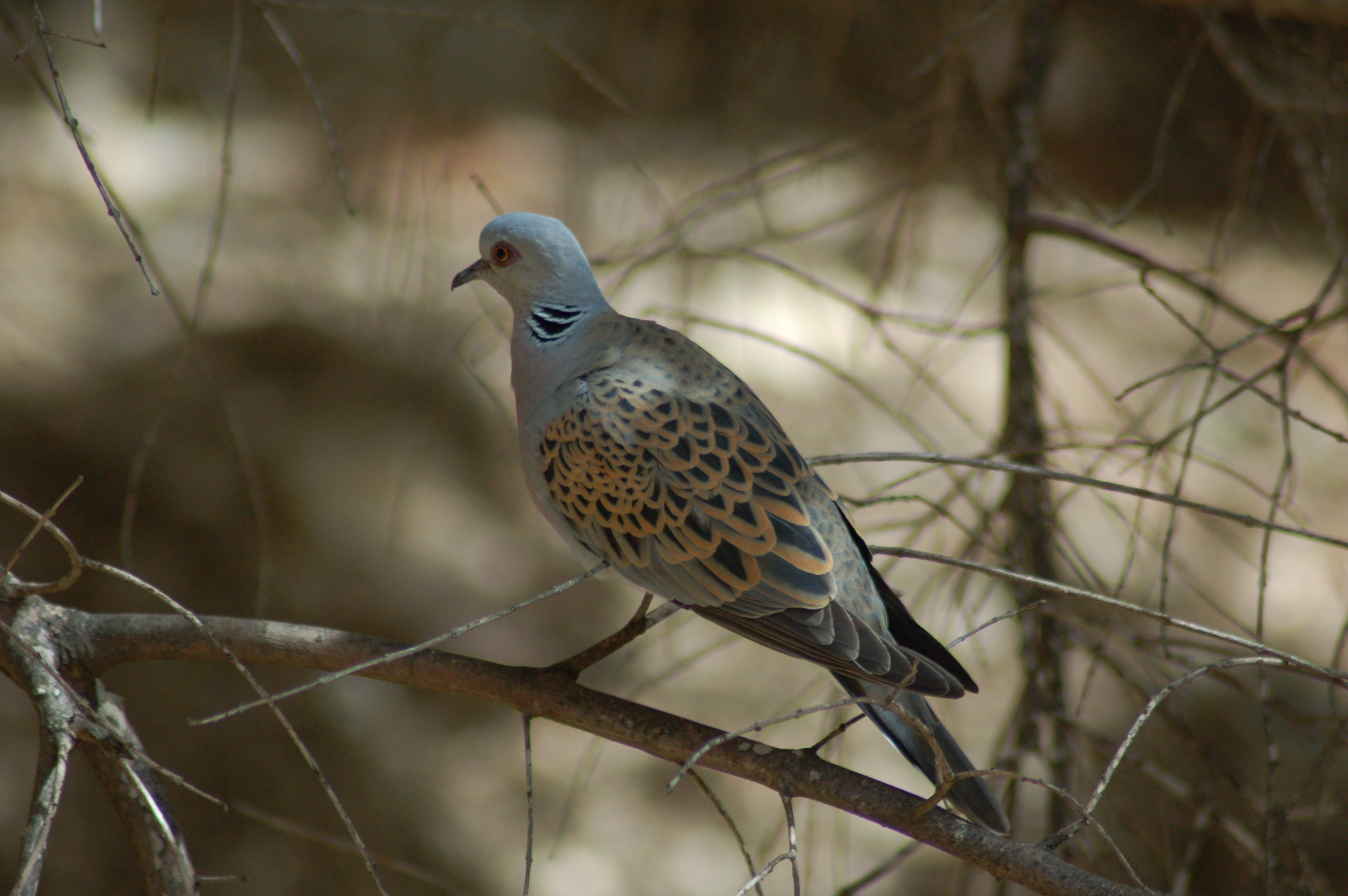
Le plumage de cette espèce la rend relativement discrète dans le sous-bois.

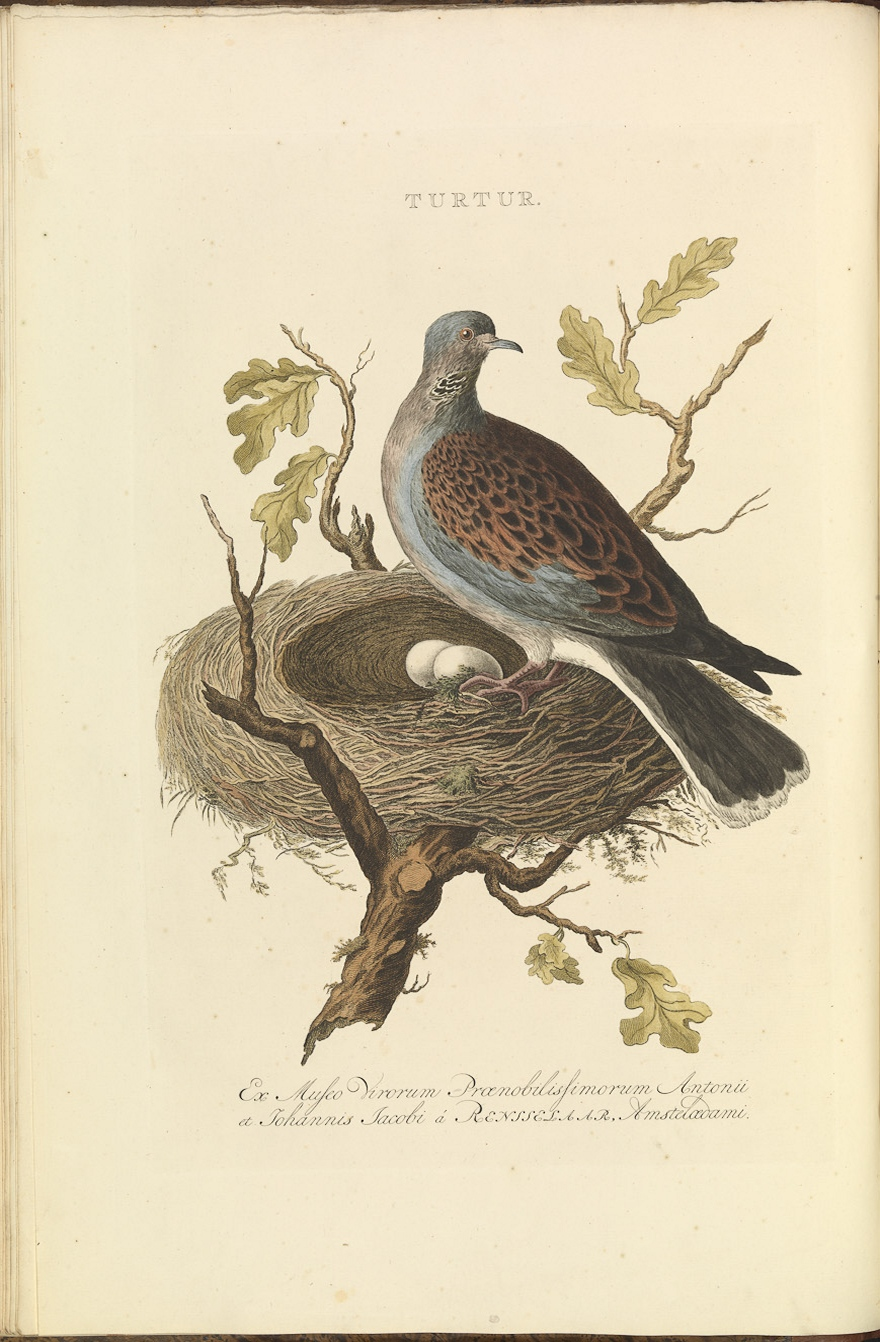
Tourterelle des bois, dans Nederlandsche vogelen.

En Europe, la tourterelle des bois, a le cycle de reproduction le plus court des colombidés. 
Une partie des couples semble déjà formés avant d'atteindre le site de nidification (les oiseaux volent alors par deux durant la migration post-nuptiale), mais d'autres couples se font sur les lieux choisis. De longs roucoulements, souvent émis par les mâles, en sourdine sous le couvert végétal durant des heures président à la formation des couples. Les mâles font des courbettes en gonflant la gorge et des grattages mutuels se font, avec contacts « bec à bec ». Le mâle effectue ensuite un vol nuptial en se lançant à la verticale, puis en planant en cercles avant de se laisser tomber. Des mouvements de « révérence » et roucoulements informent d'autres couples de Colombiformes que le territoire est déjà pris. En France, de mai au début de juillet, des roucoulements et vols de mâles s'exhibant sont observés le matin, déclinant dans l'après-midi, et reprenant en soirée. 
Les tourterelles des bois nichent dans un buisson, une haie ou un arbre, à une hauteur variant entre 1,50m et 10m. Le couple construit une coupe avec de fines brindilles et la garnit de racines et d'herbes, constituant ainsi une mince plate-forme. 
La femelle pond 2 œufs blancs entre mai et juillet. Puis le couple se relaie durant environ 14 jours pour couver les œufs. Les jeunes sont nidicoles, ils quittent le nid entre le 19ème et le 21ème jour.

### Aire de nidification
La tourterelle des bois niche dans les zones tempérées de l'Eurasie, mais aussi au sud de la méditerranée et en zones semi-désertiques d'Afrique du nord, (mais pas dans le nord des îles britanniques et de la Scandinavie). Elle se reproduit dans l'Est de la Sibérie occidentale, au sud de la Sibérie centrale, au nord de la Mongolie, au nord du Moyen-Orient, en Afrique du nord et dans une partie du Niger ; elle semble rechercher pour nidifier un climat estival plutôt chaud et sec (au sud de l'isotherme de 16 °C en juillet (19 °C en Grande-Bretagne), du 10e méridien Ouest (Portugal) au 60e méridien Est (Oural), et entre le 35e parallèle Nord jusqu'aux environs du 60e parallèle Nord. Exceptionnellement elle est observée plus au nord de la Russie occidentale, vers Arkhangelsk (environ 63e parallèle Nord), entre les mois de juin et d'août, parfois avec des comportements nuptiaux (mais sans reproduction observée), peut être à la faveur du réchauffement climatique.

### Migration
Après avoir élevé une ou deux nichées (1 à 2 œufs blancs), les tourterelles des bois repartent sur leurs quartiers d’hivernage africains dès fin juillet, la migration battant son plein en France dans la deuxième quinzaine d’août, les derniers individus disparaissent du territoire français fin septembre début octobre.
La migration est plutôt nocturne (selon les conditions météorologiques) avec, dans certaines régions, un passage matinal marqué (Médoc en prénuptiale, cols de Sare, Pays basque, en post-nuptiale). Si l’espèce est abondante au cours des migrations sur la zone côtière, des rassemblements post-nuptiaux peuvent être également observés dans certaines régions agricoles (Entre-deux-Mers, Béarn…). Le voyage est fait d'une traite pour les tourterelles ayant constitué d'importantes réserves de graisse. Les autres doivent faire des étapes (par exemple en Camargue, Algérie ou Tunisie) pour se reposer et se réalimenter. Comme d'autres espèces se reproduisant tardivement, sa mue s'effectue sur toute la période de migration post-nuptiale.
Selon leur zone de reproduction et d'hivernage, ces oiseaux traversent une partie de l'Europe, la Méditerranée et le désert du Sahara (généralement sur 4 000 km environ) via trois principaux corridors de migration :
1. Europe de l'Ouest - Détroit de Gibraltar - Sahara (via la Tunisie) vers l'Afrique équatoriale ;
2. Europe centrale vers Tunisie et Libye (via la Grèce et la péninsule italienne) ;
3. Russie, Balkans et Asie vers l'Égypte (via la mer Noire, la Turquie, l'Irak, l'Arabie).

Pour le corridor « Ouest » :
- Les premières tourterelles des bois (venues du Sahel) s'installent pour se reproduire au sud du Maroc dès février, mais au nord du pays après le 1er mars[15].
- Mi-avril elles sont observées en Algérie (où cependant quelques groupes, de la sous-espèce hoggara, le plus souvent, sont sédentarisés dans les oasis dans le sud-aérien[16]
- Vers le 10 avril les premiers oiseaux sont observés au Portugal (et à la mi-mai presque tous sont sur leurs lieux de nidification)[17].
- En France, les nicheurs arrivent de mi-avril à mi-mai.
- Les effectifs remontant ou descendant par l'ouest vers l'Europe, via le détroit de Gibraltar n'ont cessé de se réduire durant les années 1970 à 1990 (notamment à cause des changements de pratiques agricoles et sylvicoles). Ils semblent s'être stabilisés (sur ce corridor) depuis que l'oiseau est protégé ou classé vulnérable dans de nombreux pays[18] depuis le milieu des années 1990 environ[19].
- Le golfe de Gascogne peut aussi être traversé (tant en migration pré- que post-nuptiale), comme l'ont montré les observations de marins pêcheurs faites jusqu'à 120 miles au large des côtes charentaises[20]. Mais il semble que la tourterelle évite de traverser l'estuaire de la Gironde de jour et à basse altitude, sans doute en raison d'un risque de chasse (et prédation)[19] très augmenté sur ces zones où elles sont vulnérables.

Pour la migration post-nuptiale, les données de baguage d'oiseaux tchèques, hongrois, britanniques, allemands et français confirment trois grandes voies de migration principales. Une grande partie des tourterelles françaises (62 %), allemandes (92 %) et britanniques (94 %) empruntent le corridor Ouest, mais les oiseaux tchèques utilisent plutôt le corridor central (56 %) alors que 55 % des oiseaux hongrois utilisent le corridor oriental. Les populations tchèque et allemande seraient ainsi deux groupes relativement distincts.
Les moments de départ et d'arrivée sont à peu près identiques sur ces trois voies de migration.

## Habitat

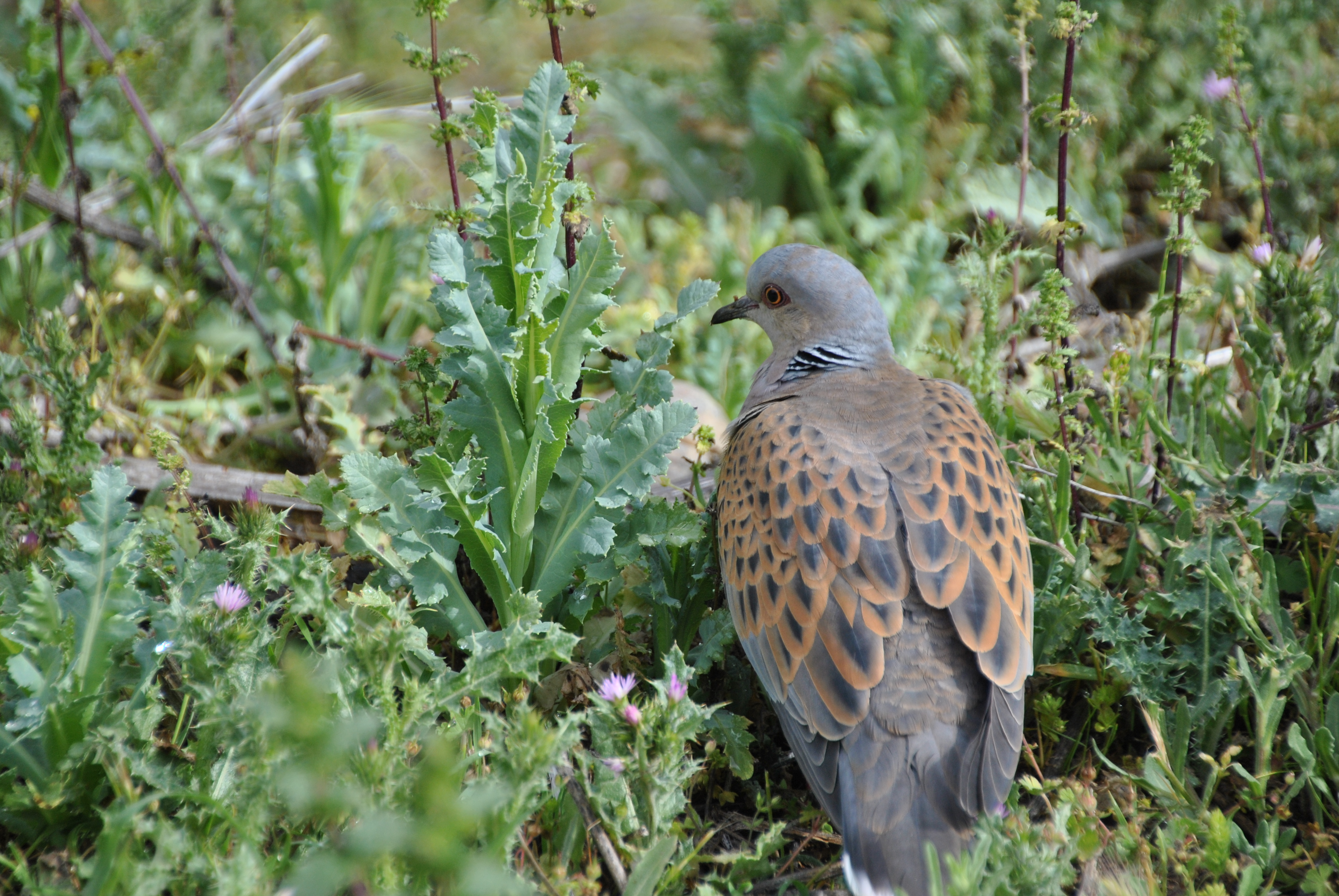
La tourterelle des bois se nourrit principalement au sol, dans les milieux ouverts ou semi-ouverts (lisières…).

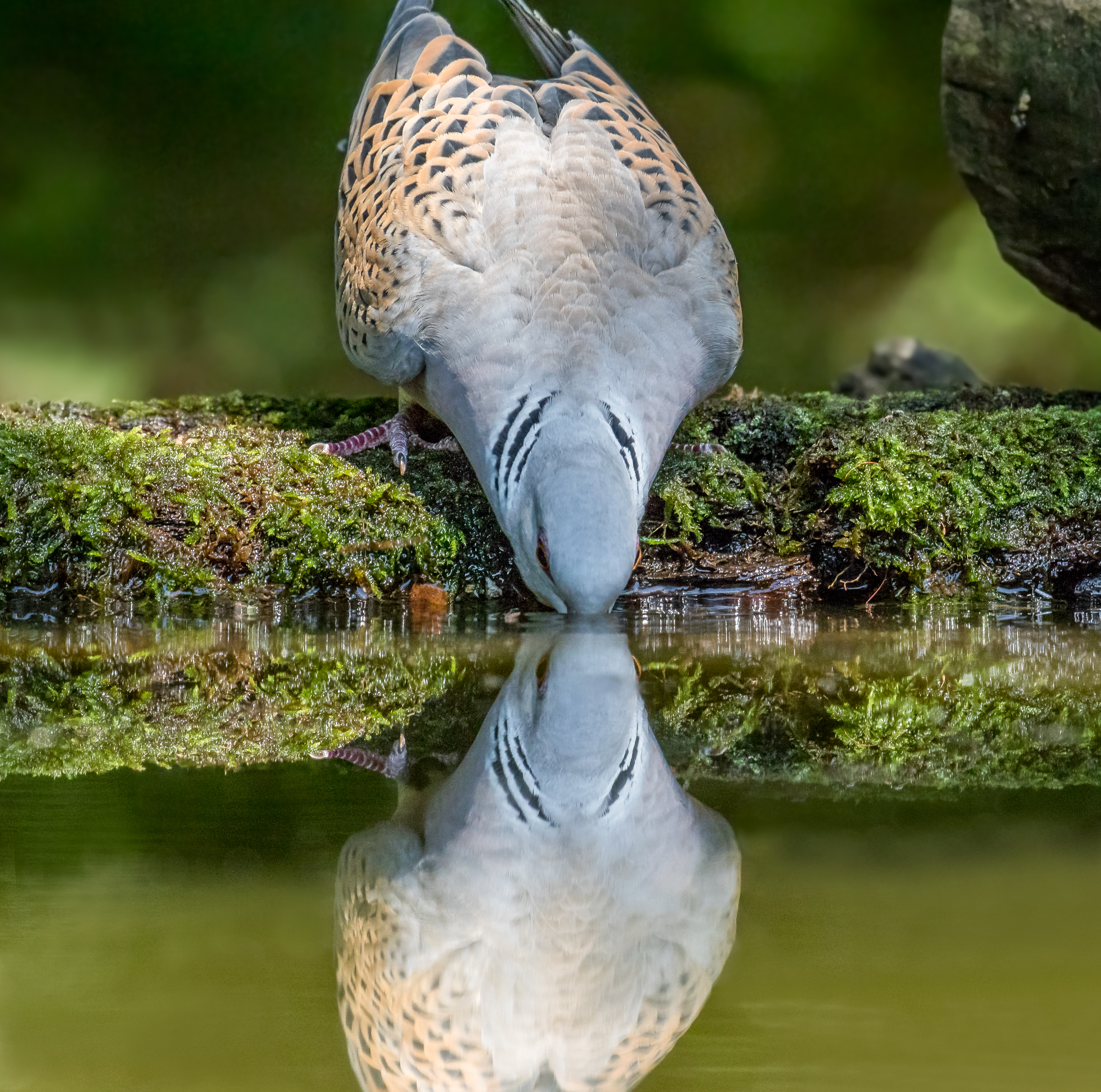
Cette espèce apprécie aussi la présence d'eau, notamment en zone semi-désertique.

Cet oiseau, essentiellement granivore utilise divers habitats naturels (ou de nos jours plus ou moins artificialisés mais riches en écotones tels que vergers, cultures, bocage, taillis, lisières de forêts, berges où il trouve la plupart de sa nourriture,, mais souvent en évitant les zones très fréquentées par les humains. Les cultures (blé, orge…) offrent une ressource alimentaire devenues essentielles, y compris en hivernage en Afrique puis lors de l'élevage des petits plus au nord (dans les deux cas, les cultures peuvent l'exposer aux pesticides). Par ailleurs, les arbres, haies, buissons, lui offrent des lieux de nidification,,. Dans les aires d'hivernage, les graines cultivées sont les principaux éléments nutritifs de ces tourterelles,. La faible productivité céréalière africaine, due aux sécheresse et à la réduction des surfaces céréalières, est l'un des éléments menaçant la survie de cette espèce, ainsi que sa capacité à s'adapter à des trajectoires migratoires difficiles,. Outre la chasse et de la prédation, des études récentes montrent que la disponibilité réduite de la nourriture, la destruction et la modification des habitats d'alimentation,, sont parmi les principaux facteurs menaçant la population de tourterelles,,,,.
La population des tourterelles des bois en Europe de l’Ouest est passé de 15 millions à 3 millions d’individus en 35 ans (1980-2015), soit une chute de 78 %.

## Répartition

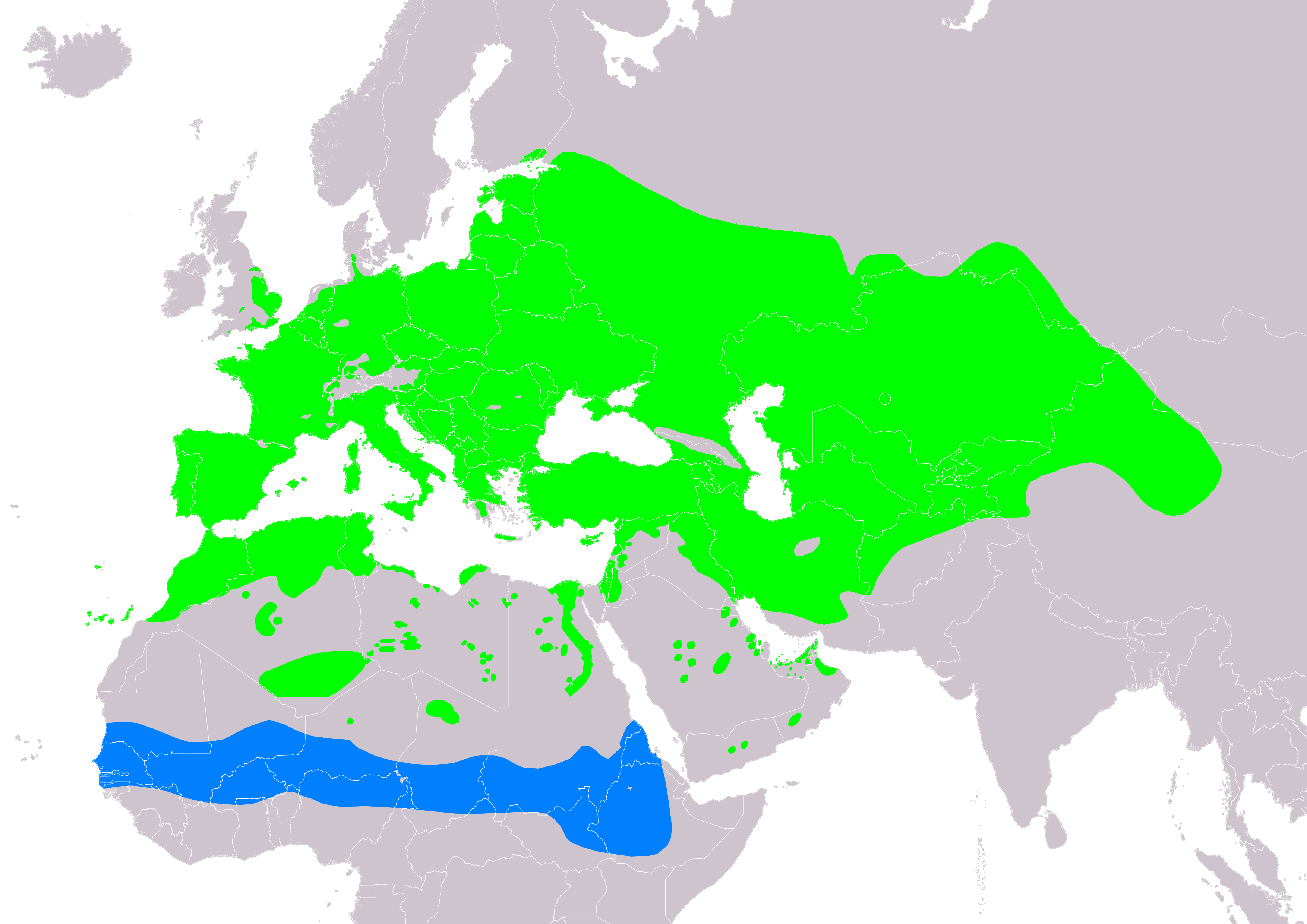
Distribution de la tourterelle des bois.

La sous-espèce nominale se reproduit de l’Atlantique à la Sibérie occidentale et à la Syrie, atteignant le nord de la Grande-Bretagne et jusqu’au 58° nord en Russie ; au sud, elle occupe la rive septentrionale du bassin méditerranéen tandis que la sous-espèce arénicole niche aux Baléares, au nord-ouest de l’Afrique, à l’est de la Méditerranée jusqu’à la Mongolie.
D’autres sous-espèces occupent les régions sub-sahéliennes de l’Afrique. La tourterelle des bois hiverne en Afrique sahélienne dans les savanes buissonnantes où elle forme des dortoirs importants.

### Répartition en France
Autrefois très répandue en plaine dans presque toute la France, la tourterelle des bois a toujours été absente des hauts massifs montagneux.
En Aquitaine : la tourterelle des bois est présente dans toute la région sauf dans les secteurs montagneux pyrénéens où la limite altitudinale se situerait à environ 650 m. Ses densités varient selon les disponibilités alimentaires. La tourterelle des bois fréquente tout type de milieux présentant des écotones ; elle utilise des paysages variés : bocager ou boisé, agricole, prairiaux mais à la différence des pigeons et de la tourterelle turque, évite la proximité les habitats urbains.
Les tourterelles des bois perdent chaque année 1 à 2 % de leurs effectifs en France.

## Menaces et conservation
Cette espèce, très appréciée des chasseurs, notamment au Maroc (plus de 150 000 individus sont tués par saison de chasse, alors que cette chasse est prohibée en Algérie depuis les années quatre-vingt-dix) et en France dans le Médoc (milliers de ces oiseaux tués durant la saison de reproduction au début des années 2000,, est à considérer comme menacée au niveau mondial en raison d'un fort déclin, l'Union internationale pour la conservation de la nature la classe sous le statut vulnérable depuis 2015.
En Europe l'espèce est classée vulnérable, avec des effectifs en fort déclin (- 78 % de 1980 à 2015, selon Birdlife International (2015). Une étude récente (thèse publiée en 2018) à la fois basée sur les signatures isotopiques (isotopes stables de l'hydrogène) et sur les données de bagage visait à évaluer le degré de connectivité des populations européennes de cet oiseau ; ces deux méthodes « n'ont pas permis d'identifier les zones de reproduction spatialement explicites, mais ont clairement démontré le fort impact de la chasse sur les oiseaux migrateurs en Europe, en particulier sur ceux originaires d'autres pays que ceux où la chasse a lieu ».
C'est en France, pays situé sur le corridor de migration le plus occidental pour l'espèce, qu'elle a le plus régressé[réf. nécessaire]. Dans ce pays l'espèce est aussi classée vulnérable.
Les densités et l’état de conservation des populations de tourterelles des bois en Aquitaine est mal connue. La présence de plantes commensales des cultures, les jachères et les paysages ouverts ou semi-ouverts (vergers, bocages) sont favorables à la dynamique de ses populations, alors que l'intensification de l'agriculture se fait à son détriment (comme pour tous les oiseaux de milieux ruraux). La conservation de la tourterelle des bois, espèce migratrice, dépend également des conditions d’hivernage qu’elle rencontre dans les savanes africaines. La prédation par les chats domestiques, certains pesticides et la chasse constitue les principales menaces pendant la migration [réf. nécessaire]. Comme d'autres espèces proches telles que le pigeon ramier (Columba palumbus), le pigeon biset Columba livia, le pigeon colombin Columba oenas ou la tourterelle triste Zenaida macroura), la tourterelle des bois peut aussi être victime de saturnisme aviaire, ainsi que la perdrix à pattes rouges (Alectoris rufa), la perdrix de Barbarie (Alectoris barbara) et la caille commune (Coturnix coturnix) qui partagent une partie de ses habitats. En effet, pour digérer leurs aliments, notamment les graines dures, tous les oiseaux, tous dépourvus de dents, ingèrent de petits cailloux plutôt arrondis (dits « grit ») qui dans le gésier aident à broyer la nourriture. Parfois, sur les zones de gagnage (ou à proximité de zones de ball-trap ou de stand de tir), en guise de grit, ils ingèrent de la grenaille de plomb (qui s'est répandue au sol lors de tirs précédents). S'ils ne meurent pas directement de saturnisme, ces oiseaux, victimes de troubles neurologiques et musculaires ont plus de risque de mourir accidentellement, victimes de maladies, de prédateurs ou de collisions. L'ingestion de plomb induit aussi « un stress oxydatif accru et une diminution des enzymes antioxydantes dans les tissus hépatiques et rénaux. Le système immunitaire aviaire est également une cible du plomb et présente un certain nombre de fonctions altérées suggérant une suppression immunitaire » et enfin « le plomb inhibe clairement les capacités de reproduction des oiseaux adultes et altère la croissance et le développement des nouveau-nés ».
À proximité de la rivière Jándula, des granulés de plastique vierge (en forme de billes) ont été retrouvés dans 3,8% des tubes digestifs des tourterelles examinées (tout au long de 3 ans d'étude de leur alimentation). Ce phénomène était jusqu'alors inédit chez les colombidés sauvages, alors que l'ingestion de billes de grenaille de chasse (plomb et depuis peu acier) est bien documenté chez ces oiseaux, ; on suppose que ces tourterelles ont confondu ces billes déposés par le courant le long des berges avec des graines de légumineuses. Cette consommation pourrait être liée à la disponibilité de granulés de plastique sur les berges.
Un pathogène fréquent de cet oiseau est Trichomonas gallinae (maladie aviaire considérée comme émergente, et pouvant aussi toucher la volaille) ; une étude de 2018 n'a pas trouvé de lignée hautement pathogène pour cette tourterelle, mais suggère de rester vigilant à cet égard, car des lignées pathogènes ont antérieurement déjà été trouvées chez les tourterelles des bois britanniques et étaient présentes chez le Pigeon colombin (Columba oenas) en Allemagne, autre espèces en forte régression.
Dans le cadre notamment du nouveau Plan biodiversité validé en juillet 2018 qui a officiellement introduit en France la méthode de « gestion adaptative par quotas de prélèvements cynégétiques » pour un groupe d'espèces en forte voie de régression ou menacées de disparition, incluant la tourterelle des bois, le comité scientifique chargé de l'évaluation de l'état de ses populations de tourterelle a préconisé de ne plus la chasser du tout, car sa population totale avait chuté de 80 % en Europe en 40 ans, « ou, au pire, de tuer 1,3 % des effectifs estimés en France, soit 18 300 oiseaux ».
Un premier projet d'arrêté ministériel prévoyait d'autoriser 30 000 oiseaux tués. Puis à partir de 2019 un arrêté fixe annuellement le nombre de prélèvements autorisés, avec dans un premier temps un maximum de 18 000 tourterelles des bois qui pourra être tué au cours de la saison de chasse 2019-2020 (soit cinq fois moins que le nombre de tourterelles estimées tuées par an les années précédentes. Le chasseur a obligation d'enregistrer la capture d'un oiseau sur une application mobile. La Ligue pour la protection des oiseaux, dénonçant cette décision « qui en dit long sur la persistance du lobby cynégétique en France » selon elle, a annoncé vouloir porter l'affaire devant le Conseil d’État. Pour la saison 2020-2021 le nombre, fixé par arrêté, est de 17 460. La LPO a critiqué le fait que l'arrêt n'ait été publié que la veille de l’ouverture de la chasse, « afin de permettre, même en cas de recours de la LPO à la procédure d’urgence [référé-suspension], la chasse pendant dix à quinze jours, avant toute décision du Conseil d’État ».
Finalement, le 11 septembre 2020, le Conseil d'État suspend l'autorisation, à la suite d'une assignation du ministère de l'Écologie par la Ligue pour la protection des oiseaux et One Voice. L'ONG One Voice a estimé qu'au 10 septembre, « déjà 6 287 tourterelles des bois avaient péri dans le cadre de cet arrêté ».

## Dénomination
L'espèce est décrite par Carl von Linné en 1758 sous le nom de Columba turtur,.

### Vidéographie
- [vidéo] bonprofil, « La tourterelle des bois », sur YouTube, 25 mars 2014